# Christopher Judge
Douglas Christopher Judge (Los Angeles, 13 oktober 1964) is een Amerikaanse acteur, stemacteur en voormalig Americanfootballspeler. Hij is vooral bekend als Teal'c uit de sciencefictionserie Stargate SG-1 en als Kratos uit het computerspel God of War. Hij werd onder andere genomineerd voor een Saturn Award en een BAFTA Award en won een Game Award.

## Biografie
Judge studeerde met een beurs aan de Universiteit van Oregon. Hier speelde hij van 1982 tot 1985 voor de Oregon Ducks als defensive back en safety. Hij won er de Casanova Award voor nieuwkomer van het jaar. Hij was radiopresentator bij een regionale zender in Oregon, waarna hij de West Coast FOX KLSR Morning Show, een ochtendprogramma van de Fox Broadcasting Company, presenteerde.
In 1989 begon Judge aan een opleiding aan de Howard Fine Acting Studio in zijn thuisstad Los Angeles. In 1990 speelde hij zijn eerste rolletjes, waaronder één in een aflevering van MacGyver. De hoofdrolspeler uit deze reeks, Richard Dean Anderson, zou later naast Judge spelen in Stargate SG-1. Zijn eerste grote rol speelde Judge in het tweede seizoen van Sirens, als Ritchie Stiles.
In 1997 kende Judge zijn grote doorbraak als de Jaffa Teal'c in Stargate SG-1, waar hij naast Anderson, Amanda Tapping en Michael Shanks de hoofdrol vertolkte. Hij schreef hiervoor eveneens vier afleveringen. Ook in de twee vervolgfilms Stargate: The Ark of Truth en Stargate: Continuum speelde Judge een hoofdrol. In de spin-off Stargate Atlantis verscheen hij in nog twee afleveringen.
In enkele videogames binnen de Stargatefranchise was Judge stemacteur. Stemmenwerk deed hij al sinds 2000, onder meer als Simon Grey in Action Man en als Magneto in X-Men: Evolution. Sinds 2003 leent hij regelmatig zijn stem uit aan videogames, zoals games van Def Jam en World of Warcraft. Hij is echter vooral bekend als Kratos in games van God of War. Een grote rol was die van Amerikaans president Nicholas E. Nukem in de Netflixserie The Guardians of Justice. 
Judge vertolkt de rol van een huurlingbeveiliging in de film The Dark Knight Rises (2012) van Christopher Nolan.

### Awards
In 2002 werd Judge genomineerd voor een Saturn Award voor zijn rol als Teal'c in Stargate SG-1. Voor zijn rol als Kratos in God of War ontving hij in 2018 een nominatie voor een Game Award. In 2019 werd hij vervolgens genomineerd voor een BAFTA Award en een UZETA Award en won hij een NAVGTR Award en een D.I.C.E. Award. In 2022 ontving hij een nominatie voor een Golden Joystick Award en won hij een Game Award. In 2023 ontving hij opnieuw een nominatie voor een BAFTA Award. 

### Privé
Een van Judges kinderen, Cameron Judge, is een professionele Canadianfootballspeler.
- Biblioteca Nacional de España: XX4884034
- Bibliothèque nationale de France: cb144972800 (data)
- International Standard Name Identifier: 0000 0001 1662 4676
- Library of Congress Control Number: no2003036119
- Nationale Bibliotheek van Tsjechië: xx0173745
- Nationale Bibliotheek van Polen: a0000002466875
- Système universitaire de documentation: 161120377
- Virtual International Authority File: 66695309
- WorldCat: E39PBJfrMhY6RYxtjbm7CDtBT3